# Olga Antonowa
Olga Giennadjewna Antonowa z domu Nasonowa (ros. Ольга Геннадьевна Антонова (Насонова); ur. 16 lutego 1960 w obwodzie irkuckim) – rosyjska lekkoatletka specjalizująca się w krótkich biegach sprinterskich. W czasie swojej kariery reprezentowała Związek Socjalistycznych Republik Radzieckich.

## Sukcesy sportowe
- dwukrotna halowa mistrzyni ZSRR w biegu na 60 metrów – 1984, 1988[1]

| Rok  | Miasto   | Zawody                    | Konkurencja                      | Wynik                 |
| ---- | -------- | ------------------------- | -------------------------------- | --------------------- |
| 1983 | Helsinki | mistrzostwa świata        | sztafeta 4 × 100 m               | 6. miejsce            |
| 1984 | Göteborg | halowe mistrzostwa Europy | bieg na 200 m                    | brązowy medal         |
| 1984 | Praga    | „Przyjaźń-84”             | sztafeta 4 × 100 m bieg na 100 m | 2. miejsce 8. miejsce |
| 1987 | Rzym     | mistrzostwa świata        | sztafeta 4 × 100 m               | brązowy medal         |

## Rekordy życiowe
- bieg na 60 metrów (hala) – 7,25 – Wołgograd 10/02/1988
- bieg na 100 metrów – 11,19 – Czelabińsk 20/06/1987
- bieg na 200 metrów (hala) – 23,66 – Göteborg 03/03/1984